# Marielia Zaloumi
Marielia Zaloumi (em grego:  Μαριηλία Ζαλούμη; Atenas, 31 de janeiro de 2003) é uma modelo e rainha da beleza grega, vencedora do concurso Miss Universo Grécia 2023, participou do concurso Miss Universo 2023 em El Salvador.

## Concursos de beleza

### Star GS Hellas 2023
Em 28 de setembro de 2023, Zaloumi se juntou ao concurso Star GS Hellas 2023 durante a noite de coroação realizada no Vegas Live Stage em Tavros. Ao final do evento, ela conquistou o título de Miss Universo Grécia 2023 e foi sucedida por Korina Emmanouilidou.

### Miss Universo 2023
Em 18 de novembro de 2023, Zaloumi representará a Grécia no Miss Universo 2023 em San Salvador, El Salvador.